# Jean Peltier
Jean Charles Athanase Peltier (22 de febrero de 1785 – 27 de octubre de 1845), físico francés descubridor del efecto termoeléctrico que lleva su nombre. El Efecto Peltier consiste en el enfriamiento y calentamiento respectivo de los dos puntos de contacto entre dos conductores eléctricos de dos metales distintos cuando se hace pasar una corriente eléctrica entre ellos. También introdujo el concepto de inducción electrostática (1840).

## Semblanza
Peltier se formó inicialmente como relojero y hasta cumplir los 30 años se dedicó al comercio de relojes, trabajando con Abraham Louis Breguet en París. A partir de esta edad, comenzó a colaborar con varios experimentadores en electrodinámica, descubriendo el fenómeno del flujo de calor asociado al paso de la corriente eléctrica en pares bimetálicos. En 1836 publicó su descubrimiento, siendo sus resultados confirmados por el físico alemán Heinrich Lenz (1804-1865). Además, Peltier investigó sobre la electricidad atmosférica y sobre meteorología. En 1840 publicó un trabajo sobre las causas y la formación de los huracanes.

### Efecto Peltier

Esquema de una célula de efecto Peltier

El efecto Peltier es la aparición respectiva de calentamiento y enfriamiento en los puntos de contacto de un par de conductores distintos sometidos al paso de una corriente eléctrica (1834). Su gran descubrimiento experimental comprobar que el calentamiento o el enfriamiento de las uniones en un circuito heterogéneo de metales depende de la dirección en la que una corriente eléctrica se hace pasar alrededor del circuito. Este efecto reversible es proporcional directamente a la fuerza de la corriente. El paso de una corriente de una fuente externa produce en las uniones del circuito una distribución de la temperatura tendente al debilitamiento de la corriente por la superposición de un efecto termo-eléctrico que se opone al paso de la corriente. Las bombas termoeléctricas explotan este fenómeno, utilizándose en algunos módulos refrigeradores.
El efecto Peltier se puede considerar como el recíproco del efecto Seebeck: en un circuito termoeléctrico cerrado sometido a un gradiente de temperatura se producirá una corriente eléctrica (por el efecto Seebeck), lo que a su vez provocará la transferencia de energía entre el contacto caliente y el frío (por el efecto Peltier).
La verdadera importancia del "efecto Peltier" en la explicación de las corrientes termoeléctricas fue claramente señalada por James Prescott Joule por y William Thomson, que ampliaron el alcance de sus consecuencias a lo que sucede en porciones contiguas del mismo material sometidas a temperaturas distintas. Poco después de publicarse el descubrimiento de Peltier, Lenz lo utilizó para congelar pequeñas cantidades de agua mediante el frío generado utilizando un par antimonio-bismuto.